# Rijksarchief te Doornik

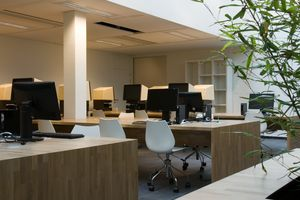
Leeszaal

Het Rijksarchief te Doornik is een van de twintig vestigingen van het Rijksarchief in België. Het is gelegen in de rue des Augustins te Doornik, in de provincie Henegouwen, op de terreinen van de voormalige drukkerij Casterman en beschikt over een oppervlakte van iets meer dan 2000 m² waar 13 strekkende kilometer archief kan worden opgeslagen.
Het publiek kan er terecht voor de raadpleging van archief van overheidsadministraties, notarisarchief, privéarchief of de geboorte-, huwelijks- en overlijdensregisters van 1590 tot 1900. Er kunnen ook diverse wetenschappelijke en administratieve werken worden ingekeken. De leeszaal biedt plaats aan 60 bezoekers.
De eerste vestiging van het Rijksarchief te Doornik dateert uit 1834. Deze archiefinstelling werd in 1895 opgeheven en de archiefbestanden overgebracht naar het Rijksarchief te Bergen. Het huidige Rijksarchief te Doornik werd in 1964 opgericht.

## Bewaarde archieven
In het Rijksarchief te Doornik worden voornamelijk documenten bewaard, die in het westen van Henegouwen werden gevormd:
- regionaal en plaatselijk overheidsarchief uit het ancien régime: de Staten van Tournai-Tournaisis, schepenbanken, schepengriffies, etc.
- administratief archief (hedendaagse tijd): hypotheken, registraties, gevangenissen, gemeentes, arrondissementscommissariaten, instellingen voor ziekenzorg en liefdadigheid, enz.
- gerechtelijk archief (hedendaagse tijd): rechtbank van eerste aanleg, rechtbank voor oorlogsschade, politierechtbanken, handelsrechtbank, vredegerechten, enz.
- archief van gemeentes en OCMW’s.
- archief van kerkelijke instellingen: bisdom Doornik, abdij van Gellingen, het godshuis van Saint-Charles Borromée (Froidmont), parochies, enz.
- notarisarchief: huwelijkscontracten, pachtcontracten, losse akten van notarisklerken, enz.
- archief van families en privé-personen vanaf de 13e eeuw: Famille del Fosse en d'Espierres (1418-1893), enz.
- literair archief:  Henri Vernes met Bob Morane en meer
- bedrijfsarchief: SA Carbonnelle, Imprimerie Casterman, Manufacture Royale des Tapis de Tournai, enz.
- archief van verenigingen: Cercle Royal d’Escrime de Tournai (1884-2006).
- Retroacta van de Burgerlijke Stand en genealogische bronnen op microfilm: parochieregisters van de 16e eeuw tot 1796, registers van de burgerlijke stand van het westelijk deel van Henegouwen van 1796 tot 1910.
- gedigitaliseerde genealogische bronnen: parochieregisters van talrijke Belgische gemeenten.
- de administratieve en wetenschappelijke bibliotheek: woordenboeken, atlassen, bibliografieën, biografieën, archieftoegangen, geschiedkundige werken, wetgeving, administratieve uiteenzettingen, almanakken, enz.